# Stygobromus myersae
Stygobromus myersae är en kräftdjursart som beskrevs av Wang och John R. Holsinger 200. Stygobromus myersae ingår i släktet Stygobromus och familjen Crangonyctidae. Inga underarter finns listade i Catalogue of Life.